# Rada nadzorcza
Rada nadzorcza – organ osoby prawnej powołany do wykonywania czynności nadzoru, działający na podstawie właściwych przepisów regulujących funkcjonowanie osoby prawnej oraz jej statutu (bądź umowy – aktu założycielskiego).

## Zadania i zasady funkcjonowania
Co do zasady, jeżeli statut albo umowa spółki nie przewiduje tej kwestii w inny sposób, członków rady nadzorczej powołują i odwołują udziałowcy spółki – w spółkach akcyjnych odbywa się to poprzez walne zgromadzenie akcjonariuszy, w spółkach z o.o. zgromadzenie wspólników. W wielu krajach do rady nadzorczej wchodzą przedstawiciele pracowników – w Niemczech, w firmach powyżej 2 000 pracowników, wybierają oni połowę członków rad i 1/3 w firmach zatrudniających co najmniej 500 osób. Statut spółki może zagwarantować konkretnym osobom fizycznym bądź prawnym, niezależnym od udziałowców, powoływanie i odwoływanie określonej w nim części członków rady nadzorczej – przy czym istnieje przypadek szczególny, w którym tego rodzaju zapisy statutu tracą moc – głosowanie w grupach oddzielnych. Do głosowania w grupach oddzielnych dochodzi, gdy udziałowcy reprezentujący co najmniej jedną piątą kapitału zakładowego złożą wniosek o wybór rady nadzorczej w tym właśnie trybie – wówczas cały skład rady nadzorczej jest wybierany w grupach oddzielnych.
Do obowiązków rady nadzorczej należy pełnienie funkcji nadzoru – rozumianego zazwyczaj jako sprawowanie bieżącej pieczy nad funkcjonowaniem osoby prawnej, nie może jednak bezpośrednio ingerować w kompetencje zarządu.
Rada nadzorcza swoją funkcję realizuje poprzez podejmowanie uchwał, wydawanie opinii, ocen odnoszących się do konkretnych sfer działania nadzorowanego oraz poleceń. Rada nadzorcza może posiadać dodatkowo kompetencje reprezentacyjne w stosunkach wewnętrznych i, w szczególnych wypadkach, zewnętrznych. 
Za kierowanie radą nadzorczą odpowiada wyłącznie jej przewodniczący. Przewodniczący ma znaczący wpływ na kulturę i atmosferę pracy rady nadzorczej. Ustala on porządek obrad rady i zapewnia aktywne uczestnictwo jej członków.
Pomimo posiadania przez radę nadzorczą szerokich uprawnień, nie można przyjmować, że jest ona organem współzarządzającym podmiotem nadzorowanym. Rola nadzoru pełniona przez członków rady nadzorczej jest powszechnie postrzegana jako kluczowa w trzech obszarach, gdzie potencjalne ryzyko sprzeczności interesów ze strony kierownictwa jest szczególnie duże: 
- nominowanie dyrektorów,
- wynagrodzenie dyrektorów,
- rewizja[5].

Wraz ze wzrostem roli i zakresu kompetencji rady nadzorczej praktykuje się delegowanie określonych działań do poszczególnych komitetów. Komitety te mogą skoncentrować się na konkretnych obszarach, takich jak audyt, wynagrodzenia, ryzyko, strategia i rozwój itd. Przygotowane przezeń zalecenia są przedstawione całej radzie.

## Charakterystyka członków rad nadzorczych
Większość kodeksów ładu korporacyjnego zaleca, aby co najmniej 50% członków rady nadzorczej było niezależnych od kierownictwa i akcjonariuszy, bez konfliktu interesów.    
Kobiety zajmują 21% miejsc w radach nadzorczych spółek indeksu WIG20 (2017). Członkowie polskich rad nadzorczych należą do najmniej zróżnicowanych w Europie pod względem narodowościowym. Odsetek obcokrajowców w radach nadzorczych spółek indeksu WIG20 (2017) wynosi 20%.    